# Levande familjer
Levande familjer är en svensk ideell förening som bland annat driver ett antal familjerådgivningscenter, i dag (2009) 17 stycken.
Verksamheten startade 1997 och har i sitt nätverk närmare 8000 familjer. Grundare är Marie och Lasse Nylén. Levande familjer vill förmedla en kristen syn på familjens roll med bas från Bibeln. 800 församlingar ingår i föreningens nätverk.